# Ricanoptera extensa
Ricanoptera extensa är en insektsart som beskrevs av Melichar 1898. Ricanoptera extensa ingår i släktet Ricanoptera och familjen Ricaniidae. Inga underarter finns listade i Catalogue of Life.